# Lázně Bělohrad
Lázně Bělohrad è una città della Repubblica Ceca facente parte del distretto di Jičín, nella regione di Hradec Králové.
I villaggi di Brtev, Dolní Javoří, Dolní Nová Ves, Horní Nová Ves, Hřídelec, Lány, Prostřední Nová Ves and Uhlíře sono sotto l'amministrazione di Lázně Bělohrad.